# Persone di nome Carmen
| Questa pagina contiene informazioni ricavate automaticamente dalle voci biografiche con l'ausilio del template Bio e di un bot. L'aggiornamento è periodico e automatico e ricostruisce completamente la pagina. Se manca una persona in questa lista, sei pregato di non aggiungerla, ma accertati piuttosto che la sua voce biografica contenga il template Bio e che i dati anagrafici siano correttamente compilati. Se il template Bio manca, inseriscilo tu stesso o, in alternativa, metti l'avviso {{tmp\|Bio}} che ne segnala la mancanza. Se i dati riportati sono sbagliati, correggi direttamente la voce biografica; le modifiche saranno visibili in questa lista entro pochi giorni. Per chiarimenti vedi il progetto antroponimi. La lista contiene solo le 126 persone che sono citate nell'enciclopedia e per le quali è stato implementato correttamente il template Bio. Pagina aggiornata al 6 ago 2025. |

Questa è una lista di persone presenti nell'enciclopedia che hanno il nome Carmen, suddivise per attività principale.

## Antifasciste(1)
- Carmen De Min, antifascista e attivista italiana (Chies d'Alpago, n. 1934 - Milano, † 2022)

## Astrofisiche(1)
- Adelina Gutiérrez, astrofisica cilena (Santiago del Cile, n. 1925 - Santiago del Cile, † 2015)

## Attori(2)
- Carmen Argenziano, attore statunitense (Sharpsville, n. 1943 - Los Angeles, † 2019)
- Carmen Filpi, attore statunitense (Pittsfield, n. 1923 - Washington, † 2003)

## Attrici(21)
- Carmen Arrufat, attrice spagnola (Castellón de la Plana, n. 2002)
- Carmen Aub, attrice messicana (Città del Messico, n. 1989)
- Carmen Balagué, attrice spagnola (Barcellona, n. 1952)
- Carmen Boni, attrice italiana (Roma, n. 1901 - Parigi, † 1963)
- Carmen Cartellieri, attrice austriaca (Prossnitz, n. 1891 - Vienna, † 1953)
- Carmen Cusack, attrice e cantante statunitense (Denver, n. 1972)
- Carmen De Rue, attrice statunitense (Pueblo, n. 1908 - North Hollywood, † 1986)
- Carmen Ejogo, attrice, conduttrice televisiva e musicista britannica (Londra, n. 1973)
- Chiqui Fernández, attrice spagnola (Madrid, n. 1969)
- Carmen Giardina, attrice e regista italiana (Genova, n. 1963)
- Daun Kennedy, attrice e modella statunitense (Seattle, n. 1922 - Magalia, † 2002)
- Carmen de Lirio, attrice e cantante spagnola (Saragozza, n. 1926 - Barcellona, † 2014)
- Carmen Mathews, attrice statunitense (Filadelfia, n. 1911 - Redding, † 1995)
- Carmen Munroe, attrice britannica (New Amsterdam, n. 1932)
- Carmen Onorati, attrice, doppiatrice e dialoghista italiana (Roma, n. 1947 - Roma, † 2021)
- Carmen Osbahr, attrice e doppiatrice statunitense (Città del Messico, n. 1962)
- Carmen Scarpitta, attrice italiana (Los Angeles, n. 1933 - Cabo San Lucas, † 2008)
- Carmen Scivittaro, attrice e drammaturga italiana (Napoli, n. 1945 - Napoli, † 2022)
- Carmen Sevilla, attrice, cantante e ballerina spagnola (Siviglia, n. 1930 - Madrid, † 2023)
- Carmen Villalobos, attrice colombiana (Barranquilla, n. 1983)
- Carmen Zapata, attrice statunitense (New York, n. 1927 - Los Angeles, † 2014)

## Attrici pornografiche(1)
- Carmen Luvana, ex attrice pornografica statunitense (New York, n. 1981)

## Avvocate(2)
- Carme Chacón, avvocata, docente e politica spagnola (Esplugues de Llobregat, n. 1971 - Madrid, † 2017)
- Carmen Lucia, avvocato e magistrato brasiliano (Montes Claros, n. 1954)

## Botaniche(1)
- Carmen Lelia Cristóbal, botanica argentina (Tafí Viejo, n. 1932 - Corrientes, † 2019)

## Calciatrici(2)
- Carmen Marcu, calciatrice rumena (n. 2001)
- Carmen Menayo, calciatrice spagnola (Puebla de la Calzada, n. 1998)

## Cantanti(7)
- Carmen Amato, cantante italiana (Tunisi, n. 1956)
- Carmen McRae, cantante, compositrice e pianista statunitense (New York, n. 1920 - Beverly Hills, † 1994)
- Carmen Miranda, cantante, attrice e ballerina portoghese (Marco de Canaveses, n. 1909 - Los Angeles, † 1955)
- Carmen Morales, cantante e attrice spagnola (Madrid, n. 1970)
- Niky, cantante italiana (Vimercate, n. 1946)
- Carmen Souza, cantante portoghese (Lisbona, n. 1981)
- Carmen Villani, cantante, attrice e showgirl italiana (Ravarino, n. 1944)

## Cantautrici(1)
- Carmen Boza, cantautrice spagnola (La Línea de la Concepción, n. 1987)

## Cestiste(8)
- Carmen Bagiu, ex cestista rumena (Botoșani, n. 1982)
- Carmen Cruz, ex cestista ecuadoriana (Guayaquil, n. 1943)
- Carmen Guzmán, ex cestista statunitense (New York, n. 1985)
- Carmen Iovine, ex cestista italiana (Casagiove, n. 1972)
- Carmen Miloglav, cestista croata (Ragusa di Dalmazia, n. 1991)
- Carmen Moreno, cestista colombiana (n. 1950 - † 2024)
- Carmen Tocală, ex cestista e dirigente sportiva rumena (Pitești, n. 1962)
- Carmen Zandonadi, ex cestista italiana (n. 1942)

## Chitarriste(1)
- Carmen Lenzi Mozzani, chitarrista e compositrice italiana (Renazzo, n. 1923 - Pesaro, † 1969)

## Compositori(1)
- Carmen Dragon, compositore statunitense (Antioch, n. 1914 - Los Angeles, † 1984)

## Conduttrici televisive(1)
- Carmen Alcayde, conduttrice televisiva spagnola (Valencia, n. 1973)

## Danzatrici(2)
- Carmen Amaya, ballerina e cantante spagnola (Barcellona, n. 1913 - Begur, † 1963)
- Carmen de Lavallade, ballerina, coreografa e attrice statunitense (Los Angeles, n. 1931)

## Discobole(2)
- Carmen Ionesco, ex discobola e pesista rumena (Bucarest, n. 1951)
- Carmen Romero, ex discobola cubana (Santiago di Cuba, n. 1950)

## Economiste(1)
- Carmen Reinhart, economista cubana (L'Avana, n. 1955)

## Giornaliste(4)
- Carmen Artocchini, pubblicista italiana (Piacenza, n. 1925 - Piacenza, † 2016)
- Magda Donato, giornalista, drammaturga e attrice spagnola (Madrid, n. 1898 - Città del Messico, † 1966)
- Carmen Iarrera, giornalista, sceneggiatrice e scrittrice italiana (Roma, n. 1950)
- Carmen Lasorella, giornalista, conduttrice televisiva e autrice televisiva italiana (Matera, n. 1955)

## Mezzofondiste(1)
- Carmen Valero, mezzofondista spagnola (Castelserás, n. 1955 - Sabadell, † 2024)

## Modelle(8)
- Carmen Carrera, modella e personaggio televisivo statunitense (Elmwood Park, n. 1985)
- Carmen Dell'Orefice, modella e attrice statunitense (New York, n. 1931)
- Susana Duijm, modella, attrice e conduttrice televisiva venezuelana (Barcelona, n. 1936 - Porlamar, † 2016)
- Carmen Electra, modella, attrice e cantante statunitense (Cincinnati, n. 1972)
- Carmen Kass, supermodella estone (Paide, n. 1978)
- Pilín León, modella venezuelana (Maracay, n. 1963)
- Carmen María Montiel, modella venezuelana (Maracaibo, n. 1964)
- Carmen Panepinto, modella italiana (Vittoria, n. 1999)

## Musicisti(1)
- Carmen Carrozza, musicista italiano (n. 1921 - † 2013)

## Nuotatrici(3)
- Carmen Bunaciu, ex nuotatrice rumena (Sibiu, n. 1961)
- Carmen Longo, nuotatrice italiana (Bologna, n. 1947 - Brema, † 1966)
- Carmen Rocchino, nuotatrice artistica italiana (Genova, n. 2001)

## Pallamaniste(1)
- Carmen Martín, pallamanista spagnola (Almería, n. 1988)

## Pallavoliste(1)
- Carmen Țurlea, ex pallavolista rumena (Cisnădie, n. 1975)

## Pianisti(1)
- Carmen Cavallaro, pianista statunitense (New York, n. 1913 - Columbus, † 1989)

## Pilote automobilistiche(1)
- Carmen Jordá, pilota automobilistica spagnola (Alcoy, n. 1988)

## Pittrici(2)
- Carmen Babiano Méndez-Núñez, pittrice spagnola (Pontevedra, n. 1852 - Pontevedra, † 1914)
- Carmen Mondragón, pittrice, poetessa e modella messicana (Tacubaya, n. 1893 - Città del Messico, † 1978)

## Poetesse(2)
- Carmen Berenguer, poetessa e giornalista cilena (Santiago del Cile, n. 1946 - Santiago del Cile, † 2024)
- Carmen Conde, poetessa spagnola (Cartagena, n. 1907 - Madrid, † 1996)

## Politiche(9)
- Carmen Calvo, politica e giurista spagnola (Cabra, n. 1957)
- Carmen Casapieri, politica e sindacalista italiana (Torino, n. 1938 - Torino, † 1984)
- Carmen Dan, politica e funzionaria rumena (Bucarest, n. 1970)
- Carmen Fraga Estévez, politica spagnola (León, n. 1948)
- Letizia Giorgianni, politica italiana (Sarteano, n. 1977)
- Carmen Moreno Toscano, politica, diplomatica e attivista messicana (Città del Messico, n. 1938)
- Carmen Motta, politica italiana (Parma, n. 1952)
- Carmen Zanti, politica e partigiana italiana (Cavriago, n. 1923 - Reggio Emilia, † 1979)
- Carmen Díez de Rivera, politica spagnola (Madrid, n. 1942 - Madrid, † 1999)

## Religiose(2)
- Carmen Rendiles Martínez, religiosa venezuelana (Caracas, n. 1903 - Caracas, † 1977)
- Carmen Sallés y Barangueras, religiosa spagnola (Vic, n. 1848 - Madrid, † 1911)

## Scenografe(1)
- Carmen Dillon, scenografa britannica (Hendon, n. 1908 - Hove, † 2000)

## Schermitrici(2)
- Carmen Ruiz Hervías, schermitrice spagnola (Madrid, n. 1967)
- Carmen Slabochová, schermitrice cecoslovacca (Litvínov, n. 1908)

## Sciatrici alpine(7)
- Carmen Casanova, ex sciatrice alpina svizzera (Vignogn, n. 1980)
- Carmen Haderer, ex sciatrice alpina austriaca
- Carmen Haro, sciatrice alpina francese (n. 1998)
- Carmen Sofie Nielssen, sciatrice alpina norvegese (n. 2003)
- Carmen Rosoleni, ex sciatrice alpina italiana (Bassano del Grappa, n. 1954)
- Carmen Spielberger, sciatrice alpina austriaca (n. 2002)
- Carmen Thalmann, ex sciatrice alpina austriaca (n. 1989)

## Scrittrici(12)
- Carmen Alborch, scrittrice e politica spagnola (Castellón de Rugat, n. 1947 - Valencia, † 2018)
- Carmen Blanco, scrittrice spagnola (Lugo, n. 1954)
- Carmen Boullosa, scrittrice, poetessa e drammaturga messicana (Città del Messico, n. 1954)
- Carmen Martín Gaite, scrittrice, poetessa e traduttrice spagnola (Salamanca, n. 1925 - Madrid, † 2000)
- Carmen Covito, scrittrice e traduttrice italiana (Castellammare di Stabia, n. 1948)
- Carmen Laforet, scrittrice spagnola (Barcellona, n. 1921 - Majadahonda, † 2004)
- Carmen Llera, scrittrice spagnola (Tudela, n. 1953)
- Carmen Maria Machado, scrittrice statunitense (Allentown, n. 1986)
- Carmen Pellegrino, scrittrice e storica italiana (Polla, n. 1977)
- Carmen Pettoello Morrone, scrittrice italiana (Ravenna)
- Carmen Posadas, scrittrice uruguaiana (Montevideo, n. 1953)
- Carmen de Burgos, scrittrice, giornalista e traduttrice spagnola (Almería, n. 1867 - Madrid, † 1932)

## Sindacaliste(1)
- Carmen Lucia, sindacalista italiana (Catanzaro, n. 1902 - Rochester, † 1985)

## Slittiniste(1)
- Carmen Planötscher, slittinista italiana (n. 1996)

## Sociologhe(1)
- Carmen Leccardi, sociologa italiana (Verbania, n. 1950)

## Soprani(6)
- Carmen Bulgarelli Campori, soprano e compositrice italiana (Modena, n. 1910 - Incisa in Val d'Arno, † 1965)
- Carmen Giannattasio, soprano italiano (Avellino, n. 1975)
- Carmen Lavani, soprano italiano (Privas, n. 1942)
- Carmen Masola, soprano italiano (Novara, n. 1971)
- Carmen Melis, soprano italiano (Cagliari, n. 1885 - Longone al Segrino, † 1967)
- Carmen Monarcha, soprano brasiliana (Belém, n. 1979)

## Tenniste(1)
- Carmen Corley, tennista statunitense (Albuquerque, n. 2001)

## Tuffatrici(1)
- Carmen Casteiner, ex tuffatrice italiana (Bolzano, n. 1954)

## Ultramaratonete(1)
- Carmen Fiano, ultramaratoneta italiana (San Severo, n. 1968)

## Senza attività specificata(1)
- Carmen Ranigler, ex snowboarder italiana (Bolzano, n. 1976)